# Running mate
Running mate eller medkandidat är en beteckning (särskilt vanlig i USA och presidentialistiska stater) för den som delar en annan kandidats valsedel, som ett kollektiv. Det mest uppenbara exemplet är inför en kandidatur till president- och vicepresidentposten, där de båda kandidaterna (eller, som i USA, deras elektorer) väljs tillsammans.
På delstatsnivå förekommer olika system, men i bland annat Kalifornien och New York ställer kandidater till guvernörs- och viceguvernörsposten upp på en gemensam "ticket" (valsedel), det vill säga som running mates. I till exempel Texas och Vermont väljs däremot guvernör och viceguvernör separat, vilket kan (som var fallet under större delen av George W. Bushs guvernörstid i Texas och i Vermont sedan januari 2011) resultera i att de segrande kandidaterna tillhör olika partier, så kallad kohabitation. Trots detta kan de två kandidaterna från samma parti betecknas som running mates, även om de båda inte nödvändigtvis väljs.